# David di Donatello 1998
La cerimonia di premiazione della 43ª edizione dei David di Donatello si è svolta il 5 luglio 1998 al Teatro delle Vittorie di Roma, con la conduzione di Milly Carlucci e trasmessa su Rai 1.

## Vincitori e nominati
Vengono di seguito indicati in grassetto i vincitori.
Miglior film
- La vita è bella, regia di Roberto Benigni
- Ovosodo, regia di Paolo Virzì
- Aprile, regia di Nanni Moretti

Miglior regista
- Roberto Benigni - La vita è bella
- Mario Martone - Teatro di guerra
- Paolo Virzì - Ovosodo

Miglior regista esordiente
- Roberta Torre - Tano da morire
- Riccardo Milani - Auguri professore
- Aldo, Giovanni e Giacomo e Massimo Venier - Tre uomini e una gamba

Migliore sceneggiatura
- Vincenzo Cerami e Roberto Benigni - La vita è bella
- Mimmo Calopresti - La parola amore esiste
- Paolo Virzì - Ovosodo

Migliore produttore
- Elda Ferri e Gianluigi Braschi - La vita è bella
- Donatella Palermo e Loes Kamsteeg - Tano da morire
- Marco Risi e Maurizio Tedesco - L'ultimo capodanno

Migliore attrice protagonista
- Valeria Bruni Tedeschi - La parola amore esiste
- Anna Bonaiuto - Teatro di guerra
- Valeria Golino - Le acrobate

Migliore attore protagonista
- Roberto Benigni - La vita è bella
- Nanni Moretti - Aprile
- Silvio Orlando - Auguri professore

Migliore attrice non protagonista
- Nicoletta Braschi - Ovosodo
- Athina Cenci - I miei più cari amici
- Marina Confalone - La parola amore esiste

Migliore attore non protagonista
- Silvio Orlando - Aprile
- Sergio Bustric - La vita è bella
- Massimo Ceccherini - Fuochi d'artificio

Migliore direttore della fotografia
- Tonino Delli Colli - La vita è bella
- Luca Bigazzi - Le acrobate
- Pasquale Mari - Teatro di guerra

Migliore musicista
- Nino D'Angelo - Tano da morire
- Franco Piersanti - La parola amore esiste
- Nicola Piovani - La vita è bella

Migliore scenografo
- Danilo Donati - La vita è bella
- Alberto Cottignoli e Stefano Tonelli - Il testimone dello sposo
- Luciano Ricceri - L'ultimo capodanno

Migliore costumista
- Danilo Donati - La vita è bella
- Vittoria Guaita - Il testimone dello sposo
- Maurizio Millenotti - Il viaggio della sposa

Migliore montatore
- Jacopo Quadri - Teatro di guerra
- Simona Paggi - La vita è bella
- Jacopo Quadri - Ovosodo

Migliore fonico di presa diretta
- Tullio Morganti - Ovosodo
- Tullio Morganti - La vita è bella
- Alessandro Zanon - Aprile

Miglior cortometraggio
- La matta dei fiori, regia di Rolando Stefanelli
- Asino chi legge, regia di Pietro Reggiani
- Spalle al muro, regia di Nina Di Majo

Miglior film straniero
- Full Monty - Squattrinati organizzati (The Full Monty), regia di Peter Cattaneo
- Amistad (Amistad), regia di Steven Spielberg
- Il ladro (Vor), regia di Pavel Chukhray

Premio David Scuola
- La vita è bella, regia di Roberto Benigni

David speciale
- Tullio Pinelli alla carriera